# Phyllognathopus volcanicus
Phyllognathopus volcanicus är en kräftdjursart som beskrevs av Barclay 1969. Phyllognathopus volcanicus ingår i släktet Phyllognathopus och familjen Phyllognathopodidae. Inga underarter finns listade i Catalogue of Life.